# Parque nacional Cocoparra
Cocoparra es un parque nacional en Nueva Gales del Sur (Australia), ubicado a 457 km al oeste de Sídney.

## Datos
- Área: 84 km²
- Coordenadas: 34°06′57″S 146°13′23″E / -34.11583, 146.22306
- Fecha de Creación: 3 de diciembre de 1969
- Administración: Servicio Para la Vida Salvaje y los Parques Nacionales de Nueva Gales del Sur
- Categoría IUCN: II

Véase también: Zonas protegidas de Nueva Gales del Sur